# Zsuzsanna Heiner
| Entdeckte Asteroiden: 13              | Entdeckte Asteroiden: 13 | Entdeckte Asteroiden: 13 |
| ------------------------------------- | ------------------------ | ------------------------ |
| Nummer und Name                       | Entdeckungsdatum         |                          |
| (37432) Piszkéstető                   | 11. Januar 2002          |                          |
| (64974) Savaria                       | 11. Januar 2002          |                          |
| (95179) Berkó                         | 16. Januar 2002          |                          |
| (111570) Ágasvár                      | 11. Januar 2002          |                          |
| (111594) Ráktanya                     | 11. Januar 2002          |                          |
| (126245) Kandókálmán                  | 13. Januar 2002          |                          |
| (126315) Bláthy                       | 13. Januar 2002          |                          |
| (131762) Csonka                       | 11. Januar 2002          |                          |
| (131763) Donátbánki                   | 11. Januar 2002          |                          |
| (151242) Hajós                        | 11. Januar 2002          |                          |
| (159629) Brunszvik                    | 16. Januar 2002          |                          |
| (166028) Karikókatalin                | 16. Januar 2002          |                          |
| (194970) Márai                        | 13. Januar 2002          |                          |
| alle zusammen mit Krisztián Sárneczky |                          |                          |

Zsuzsanna Heiner (* 24. April 1979 in  Kapuvár) ist eine ungarische Astronomin, Physikerin und Asteroidenentdeckerin.

## Leben
Heiner machte ihren Abschluss 2002 in Astronomie und 2005 in Physik an der Universität Szeged und arbeitete dort als Forscherin bis 2008. Von 2008 bis 2013 forschte sie am Biophysikalischen Institut der Ungarischen Akademie der Wissenschaften.
Ihre Promotion in Physik schloss sie 2013 an der Universität Szeged ab. Seit 2013 forscht sie als Physikerin an der Humboldt-Universität zu Berlin, zunächst in der Arbeitsgruppe von Prof. Janina Kneipp, seit 2015 als Julia Lermontova-Fellow in optischer Mikrospektroskopie der School of Analytical Sciences Adlershof (SALSA), einer im Rahmen der Exzellenzinitiative des Bundes und der Länder durch die Deutsche Forschungsgemeinschaft geförderten Graduiertenschule. Heiner ist Leiterin des Photonics Labs der Graduiertenschule und betreibt dort Forschung im Bereich der Summenfrequenzspektroskopie.
Während ihres Studiums der Astronomie entdeckte Zsuzsanna Heiner im Jahre 2002 zusammen mit ihrem Kollegen Krisztián Sárneczky insgesamt 13 Asteroiden.